# Kulturåret 1716

## Födda
- 12 januari - Antonio de Ulloa (död 1795), spansk general, upptäcktsresande och författare.
- 30 januari - Carl Fredrik Adelcrantz, (död 1796), svensk friherre och arkitekt.
- 6 februari - Jacob Ramus, (död 1785), dansk biskop och psalmförfattare.
- 13 maj - Matthias von Hermansson (död 1789), riksråd och ledamot av Svenska Akademien.
- 10 juni - Karl Gustaf Ekeberg, (död 1784), svensk sjöfarande och reseskildrare,
- 17 juli - Joseph Marie Vien (död 1809), fransk målare.
- 14 september - Hans Gustaf Rålamb, (död 1790), svensk friherre, hovman och romanförfattare.
- 27 oktober - Abraham Magni Sahlstedt (död 1776), svensk litteraturkritiker och språkman.
- 15 december - Olof Celsius d.y. (död 1794), svensk ämbetsman, kyrkoman, politiker och historiker.
- 26 december - Thomas Gray (död 1771), engelsk poet och historiker.
- okänt datum - Nils Trybom (död 1765), svensk konsthantverkare och silversmed.
- okänt datum - Yuan Mei (död 1797), kinesisk författare och lärd.
- okänt datum - Margareta Maria Fabritz (död 1800), svensk skådespelare.
- okänt datum - Lancelot "Capability" Brown, (död 1783), engelsk landskapsarkitekt.

## Avlidna
- 19 februari - Dorothe Engelbretsdatter (född 1634), norsk författare.
- 2 november - Engelbert Kaempfer (född 1651), tysk upptäcktsresande och läkare.
- okänt datum - Caterina Bianconelli (född 1665), italiensk skådespelare.